# Антіфан
Антіфан (дав.-гр. Ἀντιφάνης; 388 до н. е. —311 до н. е.) — давньогрецький поет, представник середньої аттичної комедії. Чужоземець, який оселився в Афінах.

## Життя та творчість
Народився у 408 році до н. е. Щодо місця народження існують різні версії — Кіос, Смірна, Родос. Замолоду перебрався до Афін, де зажив славу вдалого комедіографа. В його доробку було 365 п'єс, з яких відомо назви близько 200. На відміну від представників давньої аттичної комедії Антіфан приділяв увагу не політичним справам, а повсякденним подіям, відносинам між людьми. Про це свідчать назви п'єс — «Розпусники», «Аркадієць», «Вакханки», «Беотійки» та ін. Водночас Антіфан обирав як основи комедій і давньогрецькі міфи («Народження Афродіти», «Алкеста», «Ганімед»). Загалом залишив величезну кількість (понад 260) комедій, з яких дійшли тільки назви та окремі фрагменти, які цитував Афіней.
Він відійшов від критики політиків, висміював особисті вади людей. Справу Антіфана продовжив його син Стефан, який також був комедіографом.

## Видання фрагментів
- Clinton, Philological Museum, i (1832);
- Meineke, August, Historia Critica Comicorum Graecorum. Berlin, 1839.
- Kock, Theodor. Comicorum Atticorum Fragmenta, II (1884).